# USS De Haven (DD-727)
O USS De Haven (DD-727) foi um Destroyer norte-americano que serviu durante a Segunda Guerra Mundial.

## Comandantes
| Comandante                       | Data                                        |
| -------------------------------- | ------------------------------------------- |
| Cdr. John Bagley Dimmick         | 31 de Março de 1944 - 17 de Junho de 1945   |
| Cdr William Heald Groverman, Jr. | 17 de Junho de 1945 - 6 de Dezembro de 1946 |